# 4 ever
『4 ever』（フォー・エバー）は、日本のヒップホップソロMCである童子-Tのメジャー4枚目のオリジナルアルバム。発売元は、ユニバーサルミュージック。

## 収録曲
1. 想い feat.YU-A
  - 作詞・作曲：童子-T / 編曲：Yuichiro Goto

本作のリード曲で、2008年に発売されたコンセプト・アルバム『12 Love Stories』収録の「願い feat. YU-A」の続編となるナンバー[2]。前作よりBPMを上げて切ない気持ちを歌ったとYU-Aが述べている[3]。
2. ファースト ソング
  - 作詞・作曲：童子-T
3. あの頃… feat.CHEMISTRY
  - 作詞・作曲：童子-T / 編曲：Gen Ittetsu
4. あの日… （Bonus Track）
  - 作詞・作曲：童子-T
5. スマイル feat.清水翔太 
  - 作詞・作曲：童子-T
6. Heaven feat.BENI
  - 作詞・作曲：童子-T
7. ラブトレイン feat.HI-D,椎名純平
  - 作詞・作曲：童子-T
8. Rainy days feat.Hanah 
  - 作詞：Paul Mazzolini / 作曲：Pieluigi Giombini
9. Get Ready feat.Baby M,MANDOZA
  - 作詞・作曲：童子-T
10. WA RA BE
  - 作詞・作曲：童子-T
11. オン ザ Mic ~Ruler達のタワゴト~ feat.K.I.N,Mummy-D,KOHEI JAPAN
  - 作詞・作曲：童子-T
12. 4 ever
  - 作詞・作曲：童子-T
13. タイムカプセル
  - 作詞：童子-T / 作曲：G.M-KAZ
14. Fly High
  - 作詞・作曲：童子-T
15. 終わりなき旅
  - 作詞・作曲：童子-T / 編曲：Gen Ittetsu